# Calophlebia
Genre
Calophlebia est un genre d'insectes de la famille des Libellulidae appartenant au sous-ordre des anisoptères dans l'ordre des odonates. Il comprend deux espèces.

## Espèces du genreCalophlebia
- Calophlebia interposita Ris, 1909
- Calophlebia Karschi Selys, 1896